# Condado de Dent
El condado de Dent (en inglés: Dent County), fundado en 1851, es uno de 114 condados del estado estadounidense de Misuri. En el año 2008, el condado tenía una población de 15,199 habitantes y una densidad poblacional de 6 personas por km². La sede del condado es Salem. El condado recibe su nombre en honor al pionero Lewis Dent.

## Geografía
Según la Oficina del Censo, el condado tiene un área total de 1954 km² (754,4 mi²), de la cual 1952 km² (753,7 mi²) es tierra y 2 km² (0,8 mi²) (0.13%) es agua.

### Condados adyacentes
- Condado de Crawford (norte)
- Condado de Iron (noreste)
- Condado de Reynolds (sureste)
- Condado de Shannon (sur)
- Condado de Texas (suroeste)
- Condado de Pelphs (noroeste)

## Demografía
Según la Oficina del Censo en 2000, los ingresos medios por hogar en el condado eran de $32,991, y los ingresos medios por familia eran $40,258. Los hombres tenían unos ingresos medios de $26,590 frente a los $17,500 para las mujeres. La renta per cápita para el condado era de $16,728. Alrededor del 17.20% de la población estaban por debajo del umbral de pobreza.

## Transporte

### Carreteras principales
- Ruta de Misuri 19
- Ruta de Misuri 32
- Ruta de Misuri 68
- Ruta de Misuri 72

## Localidades
| - Boss - Bunker - Doss | - Gladden - Jadwin - Lake Spring | - Lecoma - Lenox - Montauk | - Salem - Sligo |